# Rhampsinitus somalicus
Rhampsinitus somalicus is een hooiwagen uit de familie echte hooiwagens (Phalangiidae).